# Gaten Matarazzo
Gaetano John "Gaten" Matarazzo III (/ˈɡeɪtən ˌmætəˈræzoʊ/, sinh ngày 8 tháng chín, năm 2002) là một diễn viên người Mỹ. Anh ấy đã bắt đầu sự nghiệp của mình trên sàn diễn Broadway với vai diễn Benjamin trong vở Priscilla, Queen of the Desert, và Gavroche trong vở Les Misérables. Anh đang là ngôi sao cho bộ phim khoa học viễn tưởng với vai diễn Dustin Henderson trong series Stranger Things.

## Cuộc sống cá nhân
Gaten Matarazzo có một chị gái và một em trai. Anh mắc chứng bệnh cleidocranial dysostosis, một đặc điểm mà anh đã chia sẻ qua vai diễn trong bộ phim Stranger Things của mình. Matarazzo sử dụng bộ răng giả như là một hậu quả cho căn bệnh của mình, và anh ấy cũng sử dụng sự nổi tiếng của hình để nâng cao nhận thức cho mọi người về vấn đề về căn bệnh này. Matarazoo đang trải qua một cuộc phẫu thuật miệng, bắt đầu từ tháng 10 năm 2017 để cải thiện nụ cười của mình.

## Hoạt động từ thiện
Matarazzo sử dụng những cơ sở từ bản thân mình để nâng cao nhận thức của căn bệnh cleidocranial dysostosis và gây quỹ cho CCD nụ Cười, một tổ chức giúp trang trải chi phí của phẫu thuật cho những người phải trải qua tình trạng tương tự. Matarazzo cũng đã bắt đầu sản xuất một dòng áo thun mà toàn bộ số tiền của nó cũng được gửi đến tổ chức CCD Smiles. Trên trang mạng xã hội, Matarazzo tích cực thông báo cho người theo dõi của mình cách thức để gây quỹ cho CCD Smile và các sự kiện khác nhau mà anh ấy sẽ tham gia. Gần đây, em gái của anh ta cũng đã bắt đầu một chuyến dịch trên Facebook nhầm gây quỹ cho tổ chức.  

## Đóng phim
| Năm           | Tiêu đề         | Vai trò          | Ghi chú                               |
| ------------- | --------------- | ---------------- | ------------------------------------- |
| 2015          | The Blacklist   | Finn             | Episode: "The Kenyon Family (No. 71)" |
| 2016-hiện tại | Stranger Things | Dustin Henderson | 17 tập                                |

### Video âm nhạc
| Năm  | Tiêu đề          | Nghệ sĩ                                 |
| ---- | ---------------- | --------------------------------------- |
| 2017 | "Swish Swish"    | Katy Perry (feat.Nicki Làm)             |
| 2017 | "Lost Boys Life" | "Computer Games" (Darren & Chuck Criss) |

## Sân khấu
| Năm  | Tiêu đề                        | Vai trò                  | Vị trí                     |
| ---- | ------------------------------ | ------------------------ | -------------------------- |
| 2011 | Priscilla, Queen of the Desert | Benjamin                 | Palace Theatre, Broadway   |
| 2014 | Những Người Khốn Khổ           | Gavroche / Petit Gervais | Imperial Theatre, Broadway |

## Giải thưởng và đề cử
| Năm  | Giải                       | Hạng mục                                                 | Nominated work  | Kết quả   | Ref.  |
| ---- | -------------------------- | -------------------------------------------------------- | --------------- | --------- | ----- |
| 2017 | Screen Actors Guild Awards | Outstanding Performance by an Ensemble in a Drama Series | Stranger Things | Đoạt giải | [ 5 ] |
| 2017 | Shorty Awards              | Best Actor                                               | Stranger Things | Đoạt giải | [ 6 ] |